# Sosnów (Polska)
Sosnów – wieś w Polsce położona w województwie lubelskim, w powiecie puławskim, w gminie Puławy. 
Wieś położona przy drodze krajowej nr 12. 
W latach 1975–1998 miejscowość należała administracyjnie do ówczesnego województwa lubelskiego.
Wieś stanowi sołectwo gminy Puławy.
Wierni Kościoła rzymskokatolickiego należą do parafii św. Józefa Oblubieńca w Zarzeczu.